# Dorfkirche Klaushagen

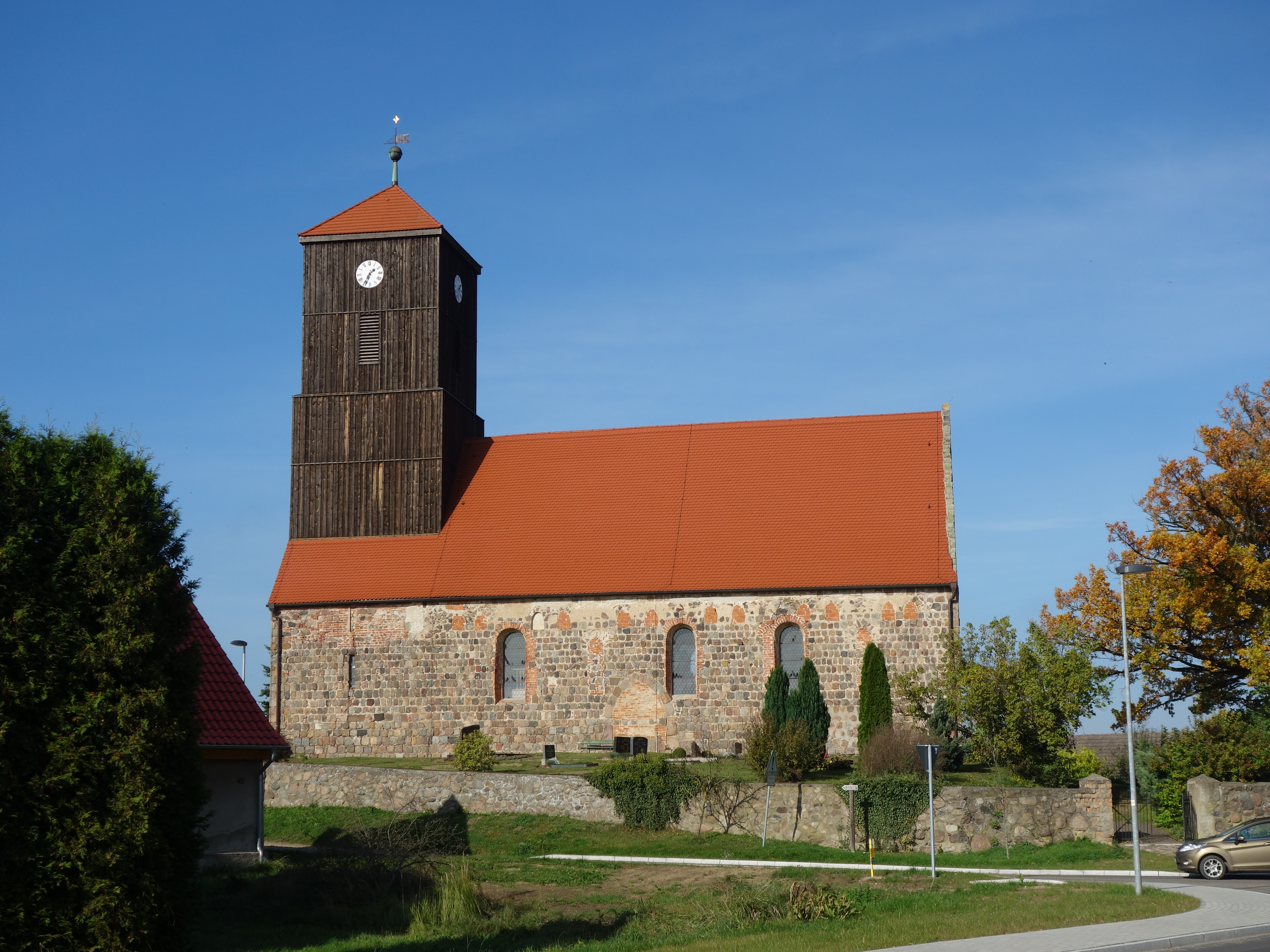
Dorfkirche Klaushagen

Die evangelische Dorfkirche Klaushagen ist eine gotische Saalkirche im Ortsteil Klaushagen der Gemeinde Boitzenburger Land im Landkreis Uckermark in Brandenburg. Sie gehört zum Pfarrsprengel Boitzenburg im Kirchenkreis Uckermark der Evangelischen Kirche Berlin-Brandenburg-schlesische Oberlausitz.

## Geschichte und Architektur
Die Kirche ist ein flachgedecktes rechteckiges Bauwerk aus Feldstein auf geschrägtem Sockel mit gleichbreitem Westturm aus der zweiten Hälfte des 13. Jahrhunderts. Der verbretterte quadratische Turmaufsatz ist mit einem Zeltdach von 1742 gedeckt, das in den Jahren 1956/1957 erneuert wurde, die Nordvorhalle stammt aus dem Jahr 1872. Im Süden erschließt ein großes vermauertes Spitzbogenportal das Bauwerk, in der nördlichen Turmwand findet sich eine vermauerte Tür zu einer ehemaligen Mauertreppe. Die Rundbogenfenster stammen aus dem 18. Jahrhundert, Reste der ursprünglichen Fenster sind noch im Süden zu erkennen, an der Ostwand ist eine große Spitzbogenblende angeordnet (ähnlich wie bei der Dorfkirche Haßleben). Unterhalb des gekehlten steinernen Traufgesimses der Südwand ist ein Putzritzfries mit gemaltem Blattornament (unter anderem mit Lilien, ehemals in rot, gelb und grau) angeordnet, in den kleine Spitzbogenblenden (ehemals bemalt, ein kleiner Engel erhalten) einschneiden, und der wohl aus der Zeit um 1280 stammt; dazwischen sind Reste des mittelalterlichen Putzes mit einer Bandfuge, welche die Blenden rahmt, erhalten. Innen ist das Bauwerk mit einer Putzdecke auf Voute geschlossen und enthält eine geschwungene Westempore des 18. Jahrhunderts. Turm und Schiff sind nur durch eine Spitzbogentür verbunden; in die Ostwand ist eine kleine Sakramentsnische eingelassen.

## Ausstattung
Das Hauptstück der Ausstattung ist ein dreigeschossiger hölzerner Altaraufsatz vom Anfang des 17. Jahrhunderts mit moderner Fassung. Im säulengeschmückten Hauptgeschoss findet sich ein figurenreiches Relief der Kreuzigung, in der Predella ein Relief mit Darstellung des Abendmahls; im Obergeschoss ist die Auferstehung dargestellt, seitlich in Muschelnischen die Evangelisten, bekrönend ein Adler. Die hölzerne, grau gefasste Kanzel aus der ersten Hälfte des 18. Jahrhunderts ruht auf einer gedrehten Säule, ist mit Ecksäulchen am Korb und Schalldeckel mit durchbrochenem Schnitzwerk geschmückt und von einer Strahlensonne bekrönt. Der klassizistische Orgelprospekt (ähnlich wie in der Dorfkirche Gerswalde), stammt aus der ersten Hälfte des 19. Jahrhunderts.
Die Orgel ist ein Werk von Friedrich Hermann Lütkemüller aus dem Jahr 1873 mit sieben Registern auf einem Manualen und Pedal. Sie wurde im Jahr 1995 durch die Eberswalder Orgelbauwerkstatt instand gesetzt. Ein silbervergoldeter Kelch mit Patene wurden 1714 geschaffen. Eine Glocke wurde von Christian Heintze aus Berlin im Jahr 1733 gegossen.